# Gil Vázquez de Soverosa
Gil Vázquez de Soverosa (muerto c. 1240) fue un ricohombre del Reino de Portugal, miembro del linaje de los Soverosa. Aparece frecuentemente como miembro de la curia regia, confirmando diplomas reales de los reyes Sancho I, Alfonso II, y Alfonso III de Portugal. 

## Esbozo biográfico
Fue hijo de Vasco Fernández de Soverosa también llamado Vasco Fernández Captivo, y de Teresa González de Sousa, hija de Gonzalo Méndez de Sousa «el Bueno», patrón del monasterio de Pombeiro, y de Dórdia Viegas. Tres de sus hijos fueron beneficiados en el repartimiento después de la conquista de Sevilla en 1248.
Gobernó varias tenencias en Portugal, incluyendo Basto en 1207 y entre 1234 y 1235, Sousa y Barroso entre 1207 y 1240, así como Panóias y Montealegre. Era dueño de numerosas propiedades en la región de Guimarães y fue señor del castillo de Sobroso y sus tierras en Villasobroso.
Falleció alrededor de 1240 y recibió sepultura en el monasterio de Pombeiro.

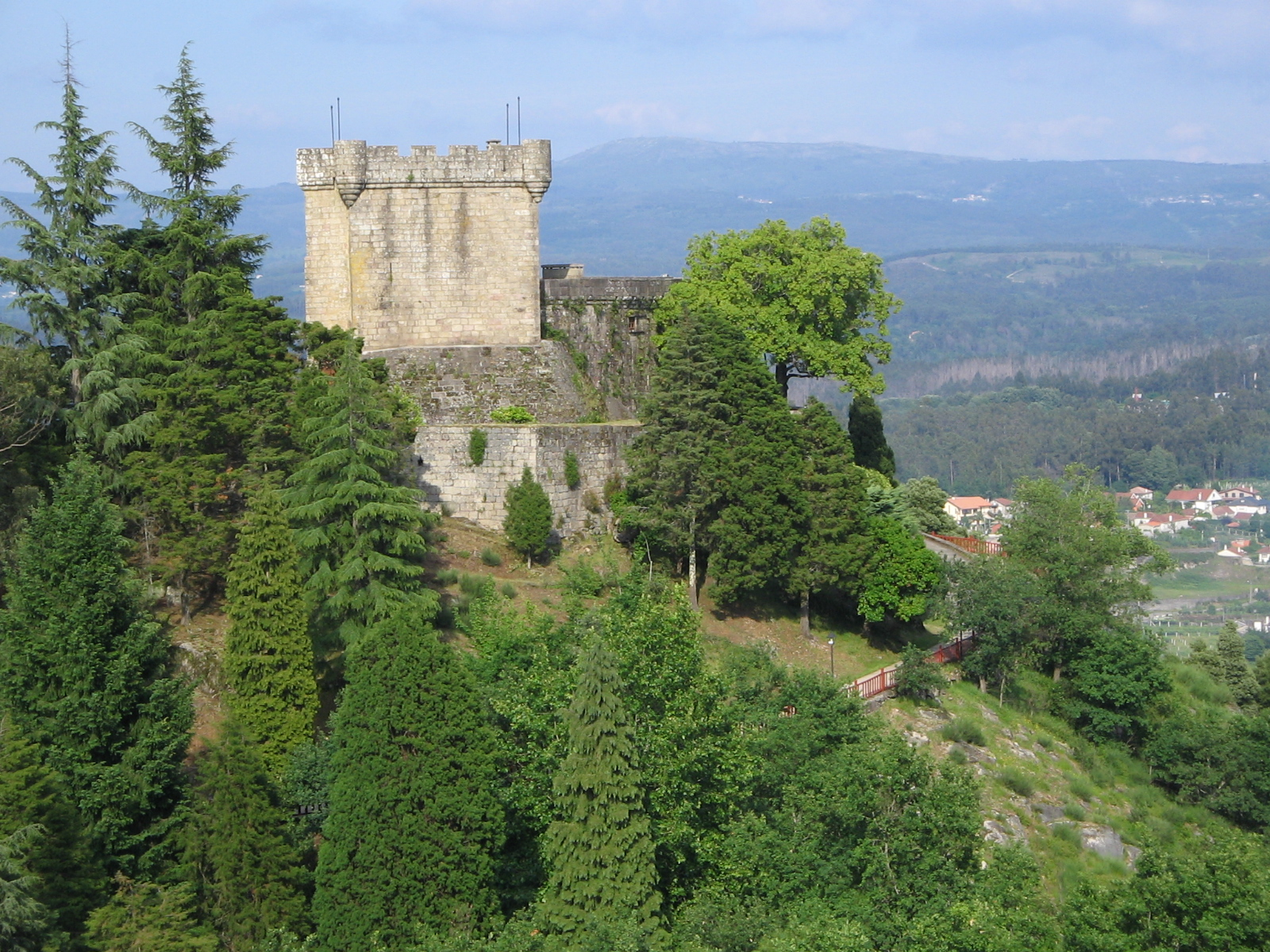
Castillo de Sobroso

## Matrimonio y descendencia
Gil Vázquez de Soverosa contrajo tres matrimonios. El primero fue antes de abril de 1175 con María Aires de Fornelos fallecida alrededor de 1212, hija de Aires Núñez de Fornelos y de María Pérez, y nieta o bisnieta de Soeiro Mendes da Maia, del poderoso linaje de los Maia. Antes de su matrimonio con Gil Vázquez, María había tenido dos hijos de su relación amorosa con el rey Sancho I de Portugal; Martín y Urraca Sánchez. Los hijos de Gil y María fueron:
- Martín Gil de Soverosa el Bueno (fallecido ca. 1259), esposo de Inés Fernández de Castro,[10][11] hija de Fernán Gutiérrez de Castro y de Milia Íñiguez de Mendoza. Fueron los padres de Teresa Martínez de Soverosa quien se casó con Rodrigo Ibáñez (Eanes) de Meneses, «el Raposo», padres de Juan Alfonso Téllez de Meneses, I conde de Barcelos y IV señor de Alburquerque.[12]
- Teresa Gil de Soverosa,[13] amante del rey Alfonso IX de León[10] con quien tuvo cuatro hijos.[12]
- Fernando Gil de Soverosa (fallecido antes de 1247),[14]

Después de enviudar de María Aires de Fornelos antes de 1212, se casó con Sancha González de Orbaneja de quien tuvo a:
- Vasco Gil de Soverosa, casado con Fruilhe Fernández de Riba de Vizela,[15] fue un trovador y participó en la conquista de Andalucía donde recibió tierras en el repartimiento de Sevilla.[16][15]
- Manrique Gil de Soverosa.[17][18]
- Guiomar Gil de Soverosa (fallecida antes de 1247).[19]

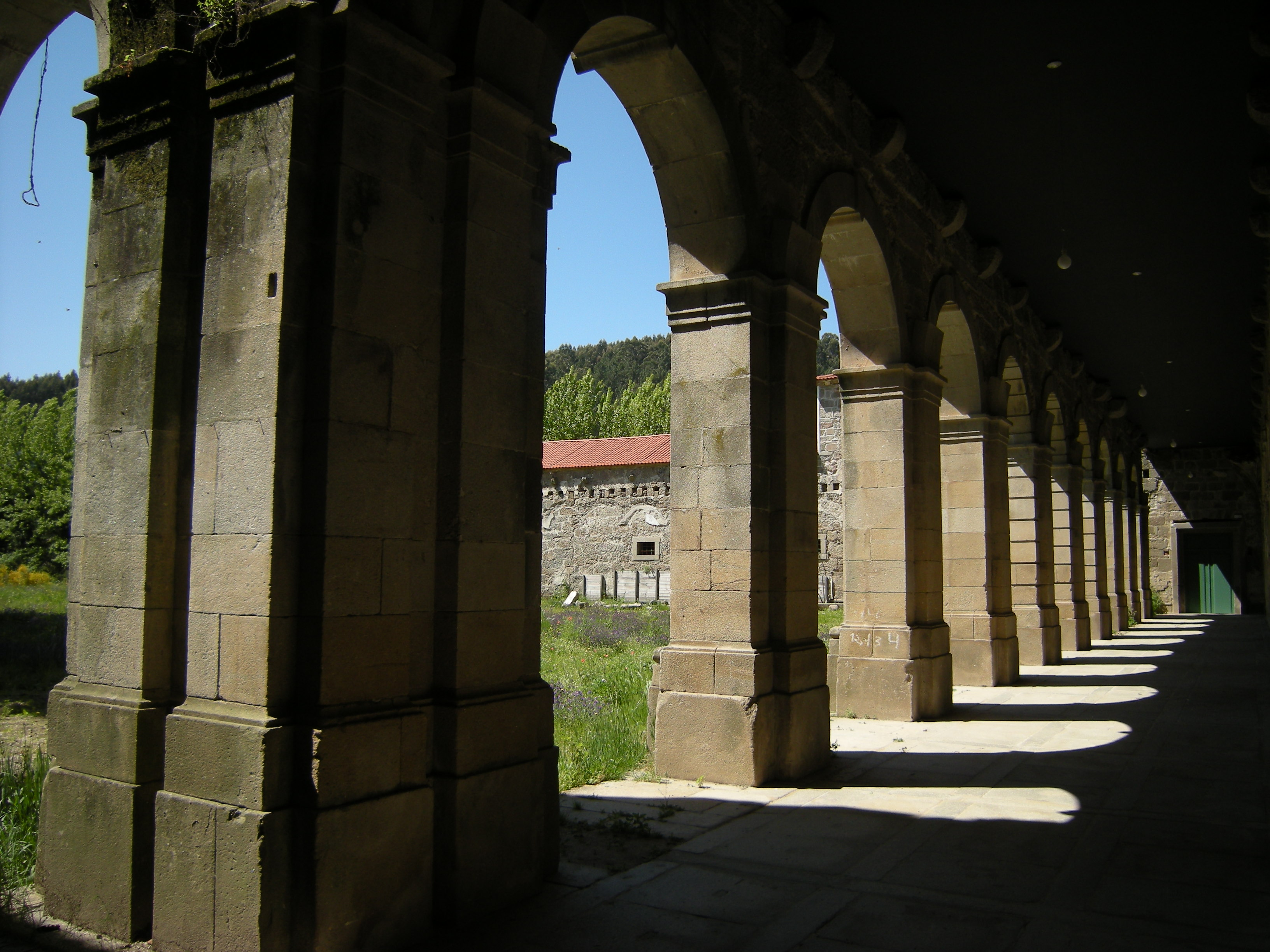
Monasterio de Santa María de Pombeiro donde recibió sepultura Gil Vázquez de Soverosa

Su tercer matrimonio fue con María González Girón, viuda de Guillén Pérez de Guzmán e hija de Gonzalo Rodríguez Girón y Sancha Rodríguez. María tuvo a varios hijos de su primer matrimonio, entre ellos Mayor Guillén de Guzmán, amante de Alfonso X de Castilla, padres de Beatriz, más tarde reina consorte de Portugal por su matrimonio con Alfonso III. Gil Vázquez de Soverosa y María fueron los padres de:
- Juan Gil de Soverosa (fallecido después de 1247), casado con Constanza de Riba de Vizela[2] No hubo sucesión de este matrimonio.[19]
- Gonzalo Gil de Soverosa (fallecido después de 1247), sin sucesión.[19]
- Sancha Gil de Soverosa[19][21] (fallecida antes de septiembre de 1262), contrajo matrimonio antes de noviembre de 1257 y fue la segunda esposa de Alfonso López de Haro,[22] hijo del conde Lope Díaz II de Haro, señor de Vizcaya.[d]
- Dórdia Gil de Soverosa, monja en el Monasterio de Arouca.[19]